# Тюменское время
«Тюменское время» — российский тюменский региональный телеканал, осуществляющий вещание в Тюменской области (вместе с округами). Входит в холдинг Сибинформбюро.

## История
Телеканал был запущен 1 февраля 2011 года на базе телеканалов Студия ТРТР, ТРТР-29, СТС-Ладья и ТТТ-23 канал.
Решением Федеральной конкурсной комиссии по телерадиовещанию от 8 февраля 2017 года телеканал выбран обязательным общедоступным региональным телеканалом («21-я кнопка») Тюменской области.
В октябре 2019 года телеканал провёл кардинальный ребрендинг в результате было обновлено визуальное наполнение и сетка вещания. В этом же году канал начал вещание на ОТР в рамках региональных окон.

## Программы
- Тюменская служба новостей (ТСН)
- Большая область
- Утро
- Добрый вечер, Тюмень! (Также выходит на телеканале TVоя Тюмень)
- Примерка ТВ
- Вечерний хэштег
- Вечерний хэштег: Главное
- Пять
- Сельская среда
- Родина моя
- Мамы в деле
- Интервью
- Тюменская арена
- Безделов Лайф
- День здоровья
- Есть ответ
- Сибирский шеф
- Закулисье
- Удачная экскурсия
- МЧС
- Хочу в район
- Перекрёсток 72
- Дом, где живет любовь
- На СТАРТап
- Росгвардия. Всегда на страже

### Закрытые Программы
- Утро с вами
- ТСН-live (программа была недолгой)
- Будьте здоровы!
- Репортер
- Я живу
- Односельчане
- Точнее
- Точнее.ru
- Деньги за неделю
- По нулям
- Частности
- ТСН-Итоги
- ТСН-5
- Всё включено
- Есть мнение
- Домашняя химия
- Полезное ТВ
- Сталкер
- Музыкальный канал
- Shopping-гид
- Накануне
- Накануне. Итоги
- На острове детства
- Династия
- Имидж. Школа
- Созвездие ТВ
- Юмор ЮТуб
- День Информационная программа УрФО
- Была такая история
- Задело
- Объективный разговор
- Город кино
- Тюменский характер
- Жизнь в кроссовках
- Новостройка
- Правила денег
- Ты-собственник
- Прогноз погоды
- Личный вклад
- Прямой разговор
- Сделано в Сибири
- Хэштег
- Открытая книга
- Проснись звездой
- Яна сулыш
- Себер Йолдызлары
- Город. Технологии
- Дорожный патруль
- Добрый день, Тюмень!
- Частный случай
- Сидим дома
- Сводка оперативного штаба
- ТСН-Точнее
- В поисках фитнеса
- Время рекордов
- Ответь себе
- Айгуль. Душевные разговоры

## Вещание
Вещание осуществляется в кабельных сетях 125 населенных пунктов Тюменской области (в т.ч. ХМАО и ЯНАО).
Интернет вещание доступно в приложении SPB TV (Android, iOS, Smart TV)